# Malvern (Ohio)
Malvern é uma vila localizada no estado norte-americano de Ohio, no Condado de Carroll.

## Demografia
Segundo o censo norte-americano de 2000, a sua população era de 1218 habitantes.
Em 2006, foi estimada uma população de 1222, um aumento de 4 (0.3%).

## Geografia
De acordo com o United States Census Bureau tem uma área de
1,8 km², dos quais 1,8 km² cobertos por terra e 0,0 km² cobertos por água. Malvern localiza-se a aproximadamente 317 m acima do nível do mar.

## Localidades na vizinhança
O diagrama seguinte representa as localidades num raio de 16 km ao redor de Malvern.